# آرون بيرنز
آرون بيرنز (بالإنجليزية: Aaron Burns)‏ مواليد 28 يناير 1985 في هيوستن، هو ممثل أمريكي بدأ مسيرته الفنية عام 2005.

## الأعمال
- مدينة الخطيئة
- ماشيتي
- في/إتش/اس
- الجحيم الأخضر
- نوك نوك

## وصلات خارجية
- آرون بيرنز على موقع IMDb (الإنجليزية)
- آرون بيرنز على موقع ألو سيني (الفرنسية)
- آرون بيرنز على موقع أول موفي (الإنجليزية)
- آرون بيرنز على موقع كينوبويسك (الروسية)